# Final da Copa do Brasil de Futebol de 2020
A Final da Copa do Brasil de Futebol de 2020 foi a 32ª final dessa competição brasileira de futebol organizada pela Confederação Brasileira de Futebol (CBF). Foi decidida por Grêmio e Palmeiras em duas partidas, ambas sem público, pela primeira vez na história, em virtude da pandemia do novo coronavírus.
O Palmeiras decidiu a final em casa, conforme o sorteio da CBF, realizado em 30 de dezembro de 2020. O torneio foi decidido sem a regra do gol fora de casa novamente, já que, desde 2015, a CBF adota que a regra não valha para a final deste certame.
A equipe paulista sagrou-se campeã do torneio pela quarta vez, após vencer a primeira partida por 1 a 0, e a partida de volta por 2 a 0. Com o título, o Palmeiras chegou a quinze títulos nacionais.

## Finalistas
| Time      | Participações em finais (em negrito os títulos conquistados) |
| --------- | ------------------------------------------------------------ |
| Grêmio    | 8 (1989, 1991, 1993, 1994, 1995, 1997, 2001, 2016)           |
| Palmeiras | 4 (1996, 1998, 2012, 2015)                                   |

## Caminho até a final
| Grêmio       | Grêmio       | Grêmio            | Fase             | Palmeiras       | Palmeiras    | Palmeiras         |
| Adversário   | Resultado    | Jogos             | Fase             | Adversário      | Resultado    | Jogos             |
| ------------ | ------------ | ----------------- | ---------------- | --------------- | ------------ | ----------------- |
| Não disputou | Não disputou | Não disputou      | Primeira fase    | Não disputou    | Não disputou | Não disputou      |
| Não disputou | Não disputou | Não disputou      | Segunda fase     | Não disputou    | Não disputou | Não disputou      |
| Não disputou | Não disputou | Não disputou      | Terceira fase    | Não disputou    | Não disputou | Não disputou      |
| Não disputou | Não disputou | Não disputou      | Quarta fase      | Não disputou    | Não disputou | Não disputou      |
| Juventude    | 2–0          | 1–0 (C) / 1–0 (F) | Oitavas de final | Bragantino      | 1–4          | 1–3 (F) / 0–1 (C) |
| Cuiabá       | 1–4          | 1–2 (F) / 0–2 (C) | Quartas de final | Ceará           | 5–2          | 3–0 (C) / 2–2 (F) |
| São Paulo    | 1–0          | 1–0 (C) / 0–0 (F) | Semifinais       | América Mineiro | 3–1          | 1–1 (C) / 2–0 (F) |

Legenda: (C) casa; (F) fora
- Nota: Ambos times entraram na competição diretamente nas oitavas de final por terem se classificado para a Copa Libertadores de 2020.

## Alterações
Incialmente as finais estavam marcadas para os dias 10 e 16 de setembro de 2020, contudo, por conta da pandemia de COVID-19, o torneio foi suspenso em março de 2020, quando estava nos jogos de ida da terceira fase e só retornou em agosto, fazendo com que as finais fossem postergadas para os dia 10 e 17 de fevereiro de 2021. Todavia, com a conquista da Libertadores de 2020 pelo Palmeiras e sua consequente classificação para a Copa do Mundo de Clubes da FIFA de 2020 (que ocorrera nas datas previstas), a CBF adiou as finais para 28 de fevereiro e 7 de março. Ainda sob o contexto da pandemia, o primeiro jogo que seria às 16:00, foi atrasado para às 21:00, enquanto o segundo jogo foi atrasado para às 18:00.

## Regulamento
Nas finais, as equipes jogam um torneio de eliminação única com as seguintes regras:
- As finais são jogadas no sistema de dois jogos, ida e volta. Os mandos de campo do primeiro e segundo jogo serão determinados por um sorteio realizado na sede da Confederação Brasileira de Futebol, no Rio de Janeiro.
- Se ao fim dos dois jogos o resultado agregado permanecer empatado, seria realizada a disputa de pênaltis para determinar o vencedor da competição (Artigo 12.C do Regulamento).[8]
- Como o Palmeiras foi campeão Copa Libertadores da América de 2020, o Grêmio não herdará a vaga para Libertadores caso o Palmeiras seja campeão desta competição, sendo que essa vaga será repassada ao 5º colocado no Campeonato Brasileiro de 2020 (Art. 5 §2º do Regulamento).[8]

## Transmissão
Desde a 1999, a Rede Globo e o SporTV detêm todos os direitos de mídia (exceto radiofônicos) em território nacional da Copa do Brasil. Ainda assim, a Globo faz questão de revender os direitos para as demais emissoras brasileiras. Na TV Aberta, somente a Globo irá transmitir.
Os direitos de propaganda nos estádios e de comercialização para o exterior pertencem à empresa Traffic.

## Jogos

### Primeira partida
| 28 de fevereiro de 2021 | Grêmio | 0 – 1          | Palmeiras         | Arena do Grêmio, Porto Alegre                                              |
| 21:00                   |        | Súmula Borderô | Gustavo Gómez 31' | Público: Portões fechados Renda: R$ 0 Árbitro: RJ Marcelo de Lima Henrique |

| Grêmio | Palmeiras |

| Grêmio:           |    |                  |       |     |
|                   |    |                  |       |     |
| G                 | 1  | Paulo Victor     |       |     |
| LD                | 2  | Victor Ferraz    |       | 73' |
| Z                 | 28 | Paulo Miranda    |       | 81' |
| Z                 | 4  | Walter Kannemann | 87'   |     |
| LE                | 32 | Diogo Barbosa    | 53'   |     |
| V                 | 7  | Matheus Henrique |       |     |
| V                 | 8  | Maicon           |       | 73' |
| M                 | 10 | Jean Pyerre      |       | 81' |
| A                 | 23 | Alisson          |       | 81' |
| A                 | 25 | Pepê             |       |     |
| A                 | 29 | Diego Souza      |       |     |
| Substituições:    |    |                  |       |     |
| G                 | 27 | Vanderlei        |       |     |
| LD                | 35 | Vanderson        | 90+2' | 81' |
| Z                 | 14 | David Braz       |       |     |
| Z                 | 38 | Rodrigues        |       |     |
| LE                | 12 | Bruno Cortez     |       |     |
| V                 | 15 | Darlan           |       |     |
| V                 | 16 | Lucas Silva      |       |     |
| M                 | 20 | Thaciano         |       | 81' |
| M                 | 46 | Isaque           |       | 81' |
| A                 | 11 | Éverton          |       |     |
| A                 | 47 | Ferreira         |       | 73' |
| A                 | 19 | Diego Churín     |       | 73' |
| Treinador:        |    |                  |       |     |
| Renato Portaluppi |    |                  |       |     |

| Palmeiras:     |    |                    |     |     |
|                |    |                    |     |     |
| G              | 21 | Weverton           |     |     |
| LD             | 2  | Marcos Rocha       |     |     |
| Z              | 13 | Luan               | 63' |     |
| Z              | 15 | Gustavo Gómez      |     |     |
| LE             | 17 | Matías Viña        |     |     |
| V              | 30 | Felipe Melo        |     |     |
| M              | 8  | Zé Rafael          | 77' | 77' |
| M              | 23 | Raphael Veiga      |     | 67' |
| A              | 11 | Rony               |     | 77' |
| A              | 47 | Wesley             |     | 67' |
| A              | 10 | Luiz Adriano       |     | 70' |
| Substituições: |    |                    |     |     |
| G              | 42 | Jailson            |     |     |
| G              | 72 | Vinicius Silvestre |     |     |
| LD             | 12 | Mayke              |     | 77' |
| Z              | 26 | Renan              |     |     |
| Z              | 33 | Alan Empereur      |     | 67' |
| LE             | 16 | Lucas Esteves      |     |     |
| V              | 28 | Danilo             |     | 77' |
| V              | 25 | Gabriel Menino     |     | 67' |
| M              | 14 | Gustavo Scarpa     |     |     |
| M              | 20 | Lucas Lima         |     |     |
| A              | 27 | Gabriel Veron      |     | 70' |
| A              | 29 | Willian            | 84' |     |
| Treinador:     |    |                    |     |     |
| Abel Ferreira  |    |                    |     |     |